# Publi Sulpici Saverrió (cònsol 279 aC)
Publi Sulpici Saverrió (en llatí Publius Sulpicius P. F. Ser. N. Saverrio) va ser un magistrat romà. Era fill de Publius Sulpicius Saverrio, cònsol l'any 304 aC. Formava part de la gens Sulpícia, i era de la família dels Saverrió.
Com el seu pare 25 anys enrere, va ser elegit cònsol l'any 279 aC juntament amb Publi Deci Mus III i va dirigir la guerra contra el rei Pirros de l'Epir. En les files de l'exèrcit va córrer el rumor que Mus es volia sacrificar heroicament atacant de front el campament epirota, tal com havien fet el seu pare i avi. Pirros va fer saber als romans que havia donat ordes de no matar Mus sinó d'agafar-lo viu per després executar-lo com malfactor. Va combatre a la batalla d'Asculum, que segons Jerònim de Càrdia Pirros va guanyar, segons Dionís d'Halicarnàs va ser una batalla equilibrada sense guanyador clar, i segons els escriptors romans va ser una victòria per Roma. Aquest darrera versió, és sens dubte falsa i realment es pot considerar que la batalla va ser equilibrada amb lleugera avantatge del rei.